# SN 2005E
SN 2005E – supernowa w galaktyce NGC 1032. Została odkryta 13 stycznia 2005 roku przez automatyczny teleskop KAIT (Katzman Automatic Imaging Telescope) Uniwersytetu Kalifornia w Berkeley.
Supernowa SN 2005 jest jedną z zaledwie ośmiu znanych supernowych bogatych w wapń. Supernowe te zdają się wyraźnie różnić od dwóch głównych klas supernowych. SN 2005E reprezentowała zupełnie inny rodzaj wybuchu. Wraz z innymi supernowymi bogatymi w wapń może stanowić w rzeczywistości osobny typ supernowych, a nie jednorazowe, wyjątkowe zdarzenie.
Według prof. Filippenko SN 2005E powstała w wyniku eksplozji mało masywnego białego karła ściągającego hel z towarzyszącej mu gwiazdy do momentu, gdy temperatura i ciśnienie zainicjowały wybuch, który doprowadził do odrzucenia zewnętrznych warstw gwiazdy oraz być może zniszczył samą gwiazdę. Masa wyrzucona w wyniku eksplozji została oszacowana na 30% masy Słońca. Supernowa SN 2005E wyrzuciła wyjątkowo duże ilości wapnia oraz radioaktywnego tytanu, które to pierwiastki są produktami reakcji jądrowych helu.